# Tetragonia sarcophylla
Tetragonia sarcophylla är en isörtsväxtart som beskrevs av Edward Fenzl. Tetragonia sarcophylla ingår i släktet tetragonior, och familjen isörtsväxter. Inga underarter finns listade i Catalogue of Life.